# Nieuwlande
Nieuwlande es una localidad de la provincia neerlandesa de Drenthe, situada entre los municipios de Hoogeveen y de Coevorden.
Durante la Segunda Guerra Mundial, entre 1942 y 1943 tras el decreto formulado por los ocupantes alemanes en contra de los ciudadanos de confesión o ascendencia judía, los entonces 117 habitantes de Nieuwlande se pusieron de acuerdo colectivamente para esconder y albergar en cada domicilio a un judío al menos. Liderados por el pastor Arnold Douwes, esta acción resultó exitosa al confiar en la complicidad de toda la población.
En 1998, el Memorial Yad Vashem distinguió a toda la población con el reconocimiento de Los Justos entre las Naciones por esta acción humanitaria en favor del pueblo judío.